# Кавалеры ордена Святого Георгия III класса Л
Кавалеры ордена Святого Георгия III класса на букву «Л»
Список составлен по алфавиту персоналий. Приводятся фамилия, имя, отчество; звание на момент награждения; номер по спискам Григоровича — Степанова и Судравского; дата награждения. Лица, чьи имена точно идентифицировать не удалось, не викифицируются.
- Лавров, Николай Иванович, генерал-лейтенант, № 239, 20 октября 1812
- Лазарев, Иван Давыдович, генерал-лейтенант, № 544, 27 октября 1877
- Ламберт, Карл Осипович де, генерал-майор, № 144, 31 января 1807
- Ланжерон, Александр Фёдорович, генерал-лейтенант, № 210, 19 сентября 1810
- Ланской, Сергей Николаевич, генерал-майор, № 213, 21 ноября 1810
- Лаптев, Василий Данилович, генерал-майор, № 247, 20 октября 1812
- Ласси, Борис Петрович де, генерал-майор, № 79, 25 марта 1791
- Левашёв, Василий Иванович, премьер-майор, № 14, 15 августа 1770
- Левенштерн, Карл Фёдорович, генерал-майор, № 251, 20 октября 1812
- Леонтьев, Михаил Николаевич, бригадир, № 41, 26 ноября 1774
- Леонтьев, Степан Георгиевич, подполковник, 9 июля 1916 (посмертно)
- Лесток, Антон Вильгельм фон, генерал-лейтенант прусской службы, № 159, 8 апреля 1807
- Леццано, Борис Борисович, бригадир, № 87, 28 июня 1791
- Лечицкий, Платон Алексеевич, генерал от инфантерии, 22 октября 1914
- Леш, Леонид Вильгельмович, генерал от инфантерии, 8 февраля 1915
- Ливен, Иван Андреевич, генерал-майор, № 153, 8 апреля 1807
- Ливен, Христофор Андреевич, генерал-лейтенант, № 130, 28 января 1806
- Линевич, Николай Петрович, генерал-лейтенант, № 582, 5 августа 1900
- Липранди, Павел Петрович, полковник, № 453, 18 октября 1831
- Лисаневич, Григорий Иванович, генерал-майор, № 223, 22 сентября 1811
- Литта, Юлий Помпеевич де, контр-адмирал, № 68, 22 августа 1789
- Лихачёв, Гавриил Александрович, генерал-майор, 3 ноября 1915
- Лихачёв, Пётр Гаврилович, генерал-майор, № 174, 3 февраля 1808
- Лихтенштейн, Иоганн Йозеф, фельдмаршал австрийской службы, 329, 7 октября 1813
- Лобанов-Ростовский, Дмитрий Иванович, полковник, № 89, 15 июля 1791
- Лопухин, Павел Петрович, генерал-лейтенант, № 442, 18 октября 1831
- Лорис-Меликов, Михаил Тариелович, генерал от кавалерии, № 534, 14 мая 1877
- Лохвицкий, Николай Александрович, генерал-лейтенант, 5 августа 1917
- Лошунов, Иосиф Семёнович, генерал-майор, 3 июня 1916
- Луков, Фёдор Алексеевич, генерал-майор, № 312, 31 июля 1813
- Луковкин, Гавриил Амвросиевич, генерал-майор, № 332, 7 октября 1813
- Львов, Пётр Николаевич, генерал-майор, № 180, 20 мая 1808
- Львов, Сергей Лаврентьевич, генерал-майор, № 62, 14 апреля 1789
- Любимов, Егор, майор, № 37, 30 июля 1770
- Любовицкий, Юлиан Викторович, генерал-майор, № 575, 30 марта 1879
- Людвиг, принц Гессенский, № 514, 29 августа 1870
- Левиз, Фёдор Фёдорович, генерал-лейтенант, № 253, 2 ноября 1812
- Лялин, Дмитрий Васильевич, генерал-майор, № 368, 18 марта 1814
- Ляпунов, Дмитрий Петрович, генерал-майор, № 268, 15 февраля 1813